# Go First
Go First, opgericht als GoAir, was een Indiase lagekostenluchtvaartmaatschappij met haar hubs in Mumbai en Delhi, India. Go First was eigendom van de Indiase Wadia Group. De eerste vlucht werd op 4 november 2005 uitgevoerd van Mumbai naar Ahmedabad.

## Geschiedenis
GoAir is opgericht in 2005 door de Wadia Group. Het bedrijf had een vloot Airbus A320-vliegtuigen in een all economy-configuratie. In 2006 werd een alliantie gevormd met Kingfisher Airlines, Simplifly Deccan en IndiGo. In oktober 2017 was het de vijfde grootste luchtvaartmaatschappij in India met een marktaandeel van 8,4% voor passagiers. In maart 2020 voerde de luchtvaartmaatschappij meer dan 330 dagelijkse vluchten uit naar 36 bestemmingen, waaronder 27 binnenlandse en negen internationale bestemmingen, vanuit haar bases in Mumbai, Delhi, Bangalore, Kolkata, Hyderabad, Chandigarh en Kannur. In mei 2021 werd de maatschappij hernoemd tot Go First. Ook de livery van de vliegtuigen werd hierop aangepast.
De luchtvaartmaatschappij heeft haar activiteiten op 3 mei 2023 gestaakt. Ze rechtvaardigde deze stap met problemen met haar Pratt & Whitney PW1000G-motoren die gemonteerd zijn op de volledige A320neo-vloot van de luchtvaartmaatschappij, en diende een aanvraag in voor een vrijwillige insolventieafwikkelingsprocedure bij het National Company Law Tribunal. De maatschappij maakte in juli 2023 bekend van plan te zijn nog een doorstart maken in juni 2024. Op 13 februari 2024 werd aangekondigd dat Go First een verlenging van 60 dagen had gekregen voor zijn insolventieproces, waardoor potentiële investeerders hun voorstellen konden indienen voor de heropleving van de luchtvaartmaatschappij. Dit was de tweede verlenging die Go First kreeg en ook de laatste die het kon verwachten. De luchtvaartmaatschappij wekte interesse van meerdere investeerders, waaronder SpiceJet. In mei 2024 werden alle vliegtuigen die nog aan de grond stonden uitgeschreven en lijkt het onwaarschijnlijk dat Go First haar rentree gaat maken.

## Bestemmingen
Voor een uitgebreide lijst van voormalige bestemmingen, zie: Lijst van Go First-bestemmingen.

## Vloot

### Opgeslagen vloot
Alle toestellen werden in mei 2024 uitgeschreven en bestonden uit:
| Type            | Aantal |
| --------------- | ------ |
| Airbus A320-200 | 5      |
| Airbus A320neo  | 49     |
| Totaal          | 54     |

### Voormalige vloot
De vloot van Go First bestond ook uit:
| Type            | Aantal |
| --------------- | ------ |
| Airbus A320-200 | 25     |
| Totaal          | 25     |